# Canisiuskirche (Wien)

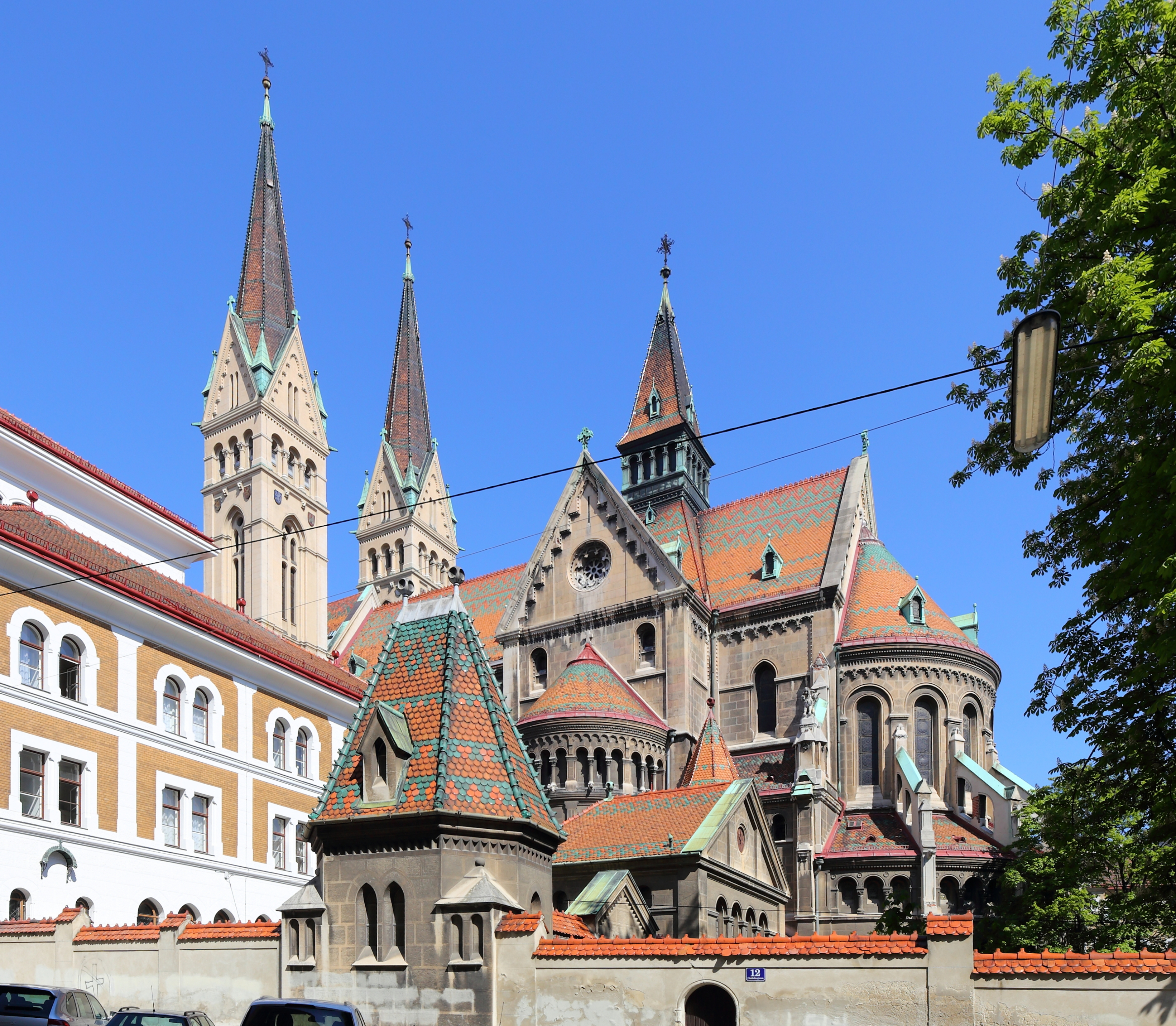
Canisiuskirche mit Ordenshaus und Garten

Die Canisiuskirche ist eine römisch-katholische Pfarrkirche im 9. Wiener Gemeindebezirk Alsergrund. Sie wurde gegen Ende des 19. Jahrhunderts nach Plänen Gustav Ritter von Neumanns im Stil des Historismus errichtet und 1903 im Beisein Kaiser Franz Josephs eingeweiht. Mit einer Turmhöhe von 85 Metern ist sie die vierthöchste Kirche Wiens und nach der Votivkirche das zweithöchste Gebäude am Alsergrund. Das angebaute Pfarrheim – heute ein Studentenheim – diente den Jesuiten zeitweise als Ordenshaus und befindet sich bis heute in ihrem Eigentum.

## Geschichte
Am 4. Österreichischen Katholikentag im Jahr 1896 machte die 1890 gegründete Marianische Kaufmannskongregation den Vorschlag, dem damals Seligen Petrus Canisius, Hofprediger, Bischofsvikar und von 1554 bis 1555 Administrator der Diözese Wien, zu seinem 300. Todestag ein würdiges Denkmal zu setzen. Am 15. November 1897 konstituierte sich der Canisius-Kirchenbauverein und stellte sich unter die Schirmherrschaft von Erzherzogin Maria Josepha. Nachdem der Bau am 23. Juli 1899 vom Stadtrat bewilligt worden war, war am 31. Juli 1899, dem Fest des hl. Ignatius von Loyola, der Baubeginn. Die feierliche Grundsteinlegung am 15. Oktober nahm der Apostolische Feldvikar Coloman Belopotoczky vor, in Vertretung des Kaisers war Erzherzog Ferdinand Carl erschienen. Nach vierjähriger Bauzeit wurde die Kirche am 18. Oktober 1903 von den Weihbischöfen Johann Baptist Schneider, Godfried Marschall und dem Hofburgpfarrer Bischof Laurenz Mayer eingeweiht. An der darauffolgenden zelebrierten ersten Messe nahmen Kaiser Franz Joseph samt mehreren Mitgliedern des Kaiserhauses und zahlreiche andere Festgäste teil.
Da Petrus Canisius zu diesem Zeitpunkt lediglich selig-, nicht jedoch heiliggesprochen war, wurden als Weihetitel Der leidende Heiland am Ölberg und Die schmerzhafte Gottesmutter Maria gewählt. Nachdem Petrus Canisius 1925 heiliggesprochen und zum Kirchenlehrer erhoben wurde, war der Weg frei, ihn durch ein Dekret der Ritenkongregation zum Hauptpatron der Canisiuskirche erklären zu lassen. 1939 wurde die Canisiuskirche Gotteshaus der neugegründeten gleichnamigen Pfarre.

## Bauwerk

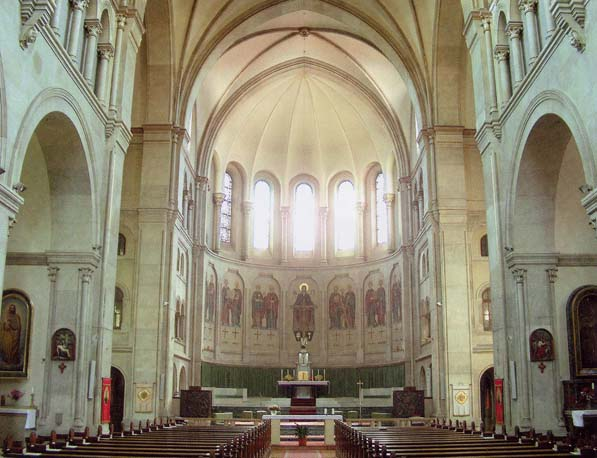
Blick vom Langhaus zum Presbyterium

Die Oberkirche wurde nach Plänen des Architekten Gustav Ritter von Neumann in einer Stilkombination von Neuromanik und Neugotik ausgeführt. Mit ihren beiden 85 Meter hohen Fassadentürmen beherrscht sie als vierthöchste Kirche Wiens den Thurygrund und den benachbarten Himmelpfortgrund. An den Türmen sind die Wappen der bedeutendsten Spender angebracht. Eine breite Freitreppe führt zum Kirchenportal, über dessen Giebelfeld sich eine Statue von Petrus Canisius befindet. In den seitlichen Nischen befinden sich links der hl. Ignatius und rechts der hl. Franz Xaver. Diese überlebensgroßen Figuren wurden von Franz Barwig geschaffen.
Das geräumige Innere, ein weiter, hoher Saalraum, stellt sich als Langhaus mit deutlichem Querschiff dar, wobei zu beiden Seiten je drei Kapellennischen ausgespart sind. Das Dekor zeigt typisch frühgotische Formen.

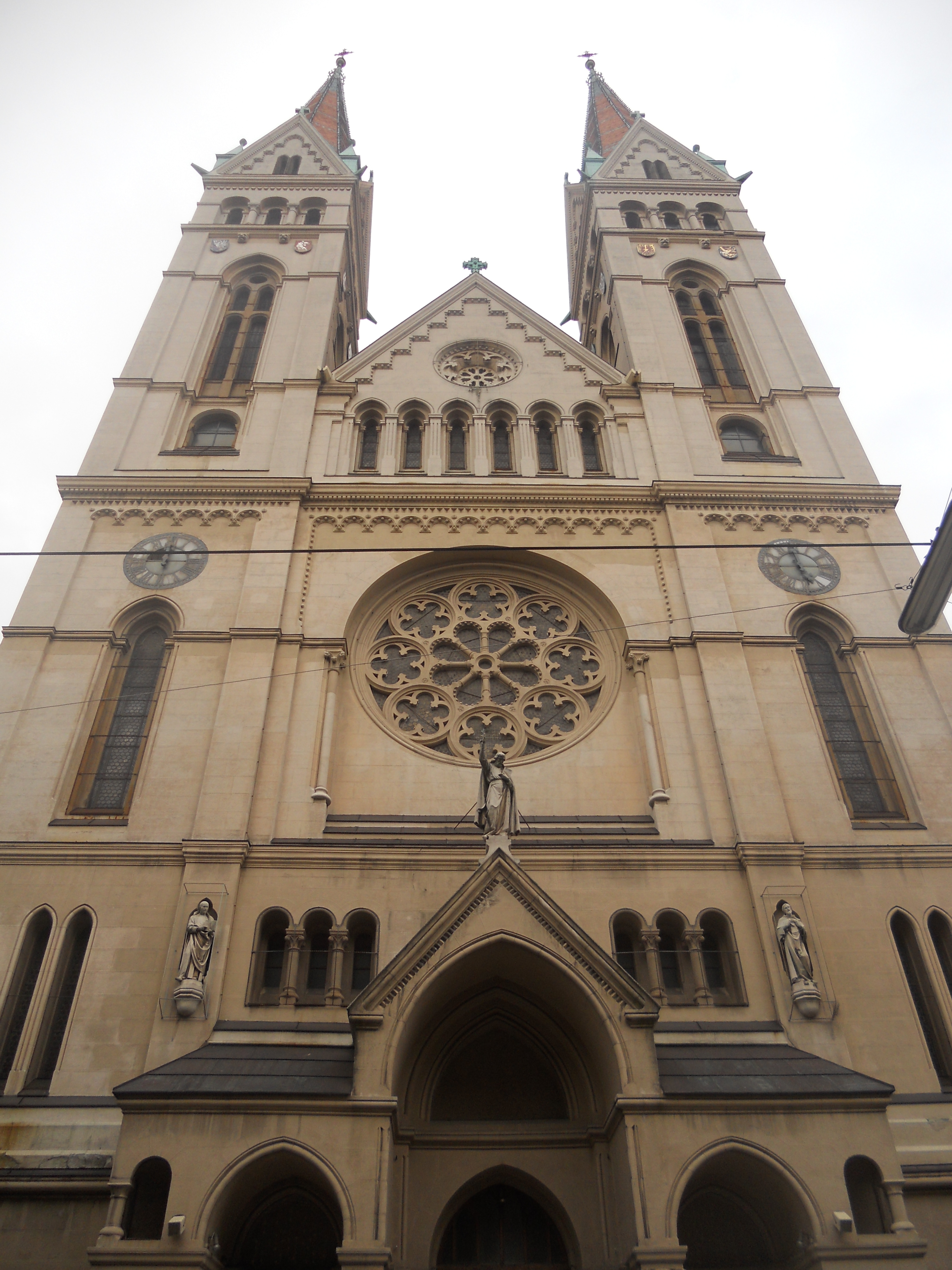
Vorderansicht

Das Presbyterium wurde im Zuge der 1956 durchgeführten Gesamtrenovierung nach Plänen von Ladislaus Hruska in grauem Marmor neu errichtet. Anstatt des ehemaligen Altarbildes „Christus am Ölberg“ ziert nun ein Mosaik der paarweise dargestellten zwölf Apostel die Apsiswand, zu dem Heinrich Tahedl die Vorlage lieferte. Erwin Klobassa gestaltete den Tabernakel, die beiden Ambonen stammen von Josef Papst. Im Chorumgang werden in sieben Nischen auf ursprünglich erhaltenen Wandmalereien die Sieben Schmerzen Mariens in satten Farben dargestellt. Auch die Deckenwölbungen sind ornamental und heraldisch geschmückt. Das sich in vielen Varianten wiederholende habsburgische Hauswappen weist auf die zahlreichen Spender aus allen Linien des Kaiserhauses hin. Der zweigeschoßige Chor im Langhaus trägt neben dem Wiener und dem niederösterreichischen Wappenschild das Familienemblem des Hauses Habsburg-Lothringen.
Die Glasfenster stammen von Hans Schock und zeigen die Heiligen Stephanus und Thomas, die Erzengel Michael und Raphael, den hl. Franz Xaver und die hl. Barbara, die Apostel Petrus und Paulus, die Heiligen Aloisius Gonzaga und Stanislaus Kostka, den hl. Laurentius und die hl. Agnes von Rom sowie im Chorumgang die Heilige Familie.
Die meisten Tische der Seitenaltäre wurden dem neuen Gesamtstil angepasst und mit Marmor umkleidet. Die alten Altarbilder von Heinrich Reinhart (1903) blieben jedoch erhalten, genauso wie die bunten Glasfenster des Tirolers Hans Schock.
Die Nischengemälde mit Säulenmensen sind auf der linken Seite dem hl. Josef, dem hl. Schutzengel und dem hl. Judas Thaddäus, die auf der rechten Seite dem hl. Ignatius, dem hl. Petrus Canisius und dem hl. Johannes Nepomuk geweiht. Der Ordensstifter zeigt die Jesuitendevise O.A.M.D.G. (Omnia ad maiorem Dei gloriam / Alles zur größeren Ehre Gottes). Der Namenspatron der Kirche hält einen Katechismus in der Hand, zu seinen Füßen sieht man Wiener Kinder und im Bildhintergrund den Stephansdom. Das Prager Jesulein steht in einem Schrein vor dem Bild des Brückenheiligen.
Die geräumige, in neuromanischen Formen errichtete Krypta wurde als Kapelle und Versammlungsraum für verschiedene Marianische Kongregationen eingerichtet und der Seligen Jungfrau Maria, der Herrin und Beschützerin der Sodalen geweiht. Der Altar, eine Stiftung der Herrenkongregation an der Universitätskirche im 1. Bezirk, trägt im Aufsatz die große Steingruppe Huldigung der Sodalen vor der Himmelkönigin von Franz Barwig dem Älteren (1902).

## Orgel
Die Orgel aus 1949 stammt von Johann M. Kauffmann und weist 3 Manuale mit 33 Registern auf.

## Glocken
Die ursprünglichen Glocken der Kirche wurden während des Ersten Weltkriegs kriegsbedingt eingeschmolzen. Im Jahr 1925 erhielt die Kirche sechs neue Glocken. Fünf von ihnen wurden im Zweiten Weltkrieg, und zwar im Jahr 1940, ebenfalls für Kriegszwecke, eingeschmolzen und es verblieb nur eine – verhältnismäßig kleine – Glocke im Turm. Bis heute verfügt die Wiener Canisiuskirche bloß über eine Glocke.

## Studentenheim Canisiushaus

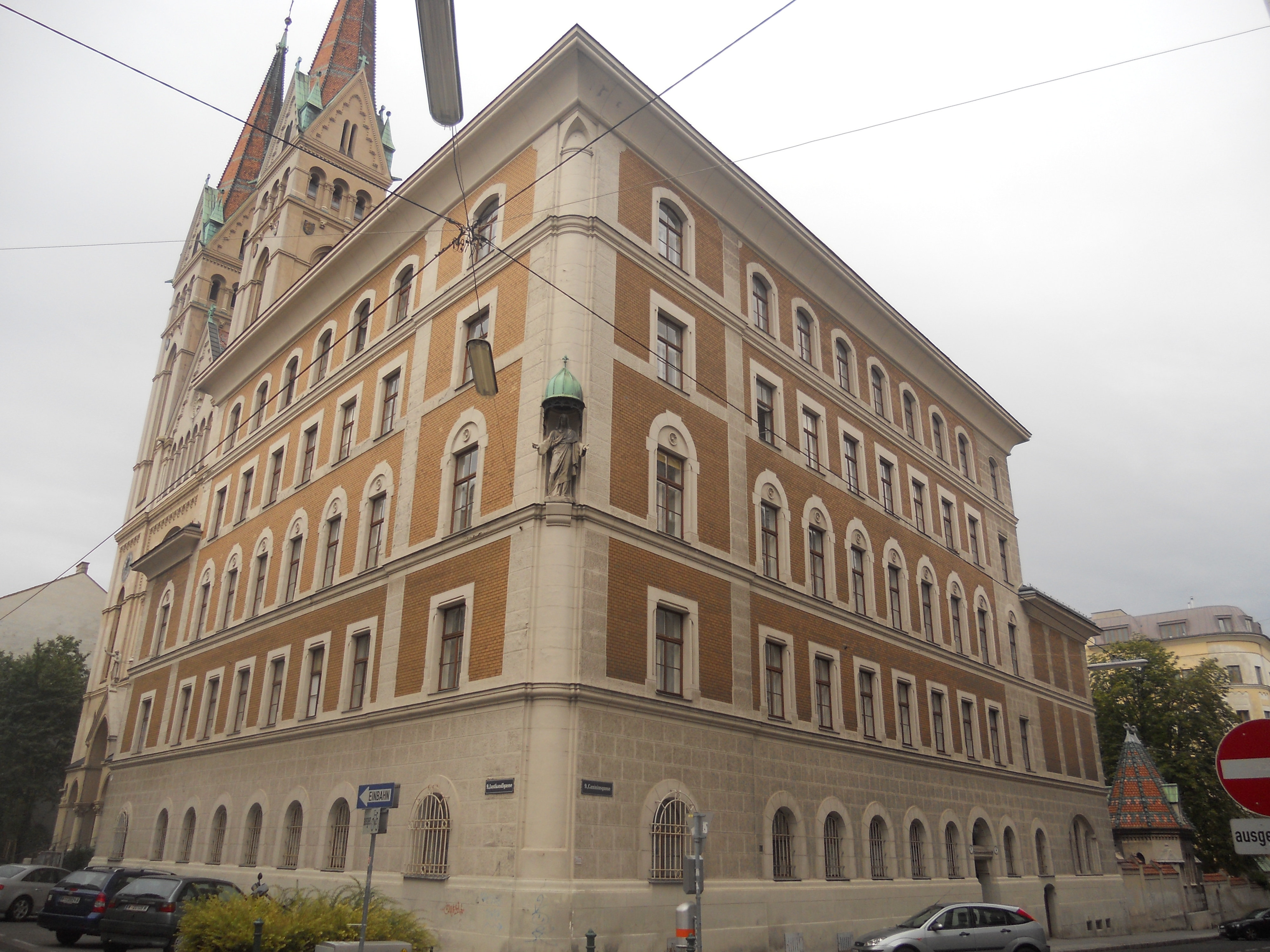
Studentenheim Canisiusgasse

Gleichzeitig mit der Erbauung der Kirche wurde ein mit ihr verbundenes Pfarrheim und Ordenshaus samt Kreuzgang errichtet, das bis heute im Eigentum des Jesuitenordens ist. Seit einer Generalsanierung und Neueinrichtung im Jahr 2015 beherbergt das denkmalgeschützte Gebäude in der Canisiusgasse ein Studentenheim, das vom 1921 gegründeten katholischen Studentenunterstützungsverein Akademikerhilfe betrieben wird.

## Gemeindeleben
Die Pfarre Canisius liegt im Vikariat Stadt der Erzdiözese Wien im Stadtdekanat 8/9. Sie bietet auch einen Standort für afrikanisch-frankophone, japanische, brasilianische und indonesische Gemeinden und hier befindet sich auch eine Le+O-Ausgabestelle der Caritas Wien, in der Lebensmittel an von Armut gefährdete Personen ausgegeben werden.